# Низамов, Салях Низамович
Салях Низамович  Низамов (1905, дер. Шатки, Казанская губерния, Российская империя — 1975, Казань, РСФСР) — советский партийный и государственный деятель, председатель Президиума Верховного Совета Татарской АССР (1952—1959).

## Биография
В 1937 г. окончил Татарскую высшую коммунистическую сельскохозяйственную школу.
- 1928—1931 гг. — заведующий избой-читальней, секретарь Шатковского сельского Совета Татарской АССР,
- 1931—1935 гг. — управляющий делами, помощник секретаря Рыбно-Слободского районного комитета ВКП(б) Татарской АССР,
- 1937—1938 гг. — инструктор Первомайского районного комитета ВКП(б) Татарской АССР,
- 1938—1941 гг. — заведующий партийным кабинетом, отделом пропаганды и агитации Сталинского районного комитета ВКП(б) Казани,
- 1941—1946 гг. — участник Великой Отечественной войны[1],
- 1946—1950 гг. — секретарь,
- 1950 г. — второй секретарь,
- 1950—1952 гг. — первый секретарь Дзержинского районного комитета ВКП(б) по кадрам г. Казани,
- 1952—1959 гг. — председатель Президиума Верховного Совета Татарской АССР.

Избирался депутатом Верховного Совета ТАССР (1951—1959), депутатом Верховного Совета РСФСР (1955—1959).

## Награды и звания
Награждён орденами Красной Звезды, Отечественной Войны I-й степени, «Знак Почёта».